# انرژی الکتریکی

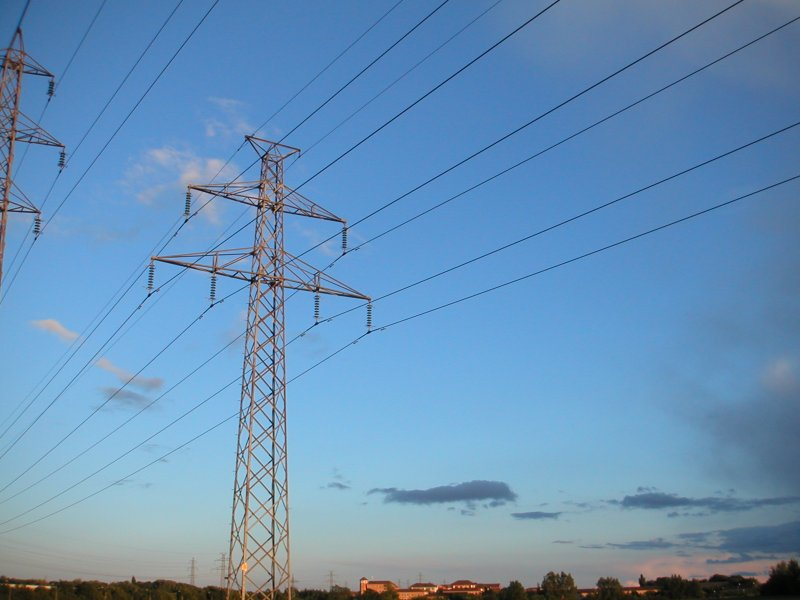
تیر های برق دارای سیم برای انتقال انرژی الکتریکی

انرژی الکتریکی یکی از گونه‌های انرژی است و به انرژی حاصل از انرژی پتانسیل الکتریکی گفته می‌شود. در یک مدار الکتریکی، این انرژی با جریان الکتریکی و پتانسیل الکتریکی مرتبط است. انرژی الکتریکی می‌تواند در فرایندهایی مانند تولید نور یا گرما به دیگر صورت‌های انرژی تبدیل شود و اساس کار آن مکانیکی است.
فرایند تولید انرژی الکتریکی از سایر صورت‌های انرژی، تولید الکتریسیته نام دارد. مایکل فارادی، سازوکار پایه‌ای این فرایند را در آغاز قرن نوزدهم میلادی کشف کرد.
انرژی الکتریکی انرژی حاصل از انرژی پتانسیل الکتریکی یا انرژی جنبشی است. انرژی الکتریکی، به انرژی ای گفته می‌شود که از انرژی پتانسیل الکتریکی تبدیل شده‌است. این انرژی با ترکیبی از جریان الکتریکی و پتانسیل الکتریکی که توسط یک مدار الکتریکی تحویل داده می‌شود (به عنوان مثال، توسط یک منبع انرژی الکتریکی تهیه می‌شود) تأمین می‌شود. در این نقطه که این انرژی پتانسیل الکتریکی به نوع دیگری از انرژی تبدیل شده‌است، انرژی پتانسیل الکتریکی متوقف می‌شود؛ بنابراین، تمام انرژی الکتریکی قبل از تحویل به مصرف نهایی، انرژی پتانسیل است. پس از تبدیل شدن از انرژی پتانسیل، انرژی الکتریکی را همیشه می‌توان نوع دیگری از انرژی (گرما، نور، حرکت و غیره) نامید.
انرژی الکتریکی معمولاً توسط کیلووات ساعت (۱ کیلووات ساعت = ۳/۶ مگاژول) به فروش می‌رسد که این محصول قدرت در کیلووات است که با زمان کار در ساعت ضرب می‌شود. ابزارهای برقی انرژی را با استفاده از کنتور برق اندازه‌گیری می‌کنند، که مجموع انرژی الکتریکی تحویل شده به مشتری را در خود نگه می‌دارد.

## انشا در مورد انرژیبرق
تولید برق فرایند تولید انرژی الکتریکی از اشکال دیگر انرژی است.
اصل اساسی تولید برق در دهه ۱۸۲۰ و اوایل ۱۸۳۰ توسط دانشمند بریتانیایی مایکل فارادی کشف شد. روش اصلی او امروزه هنوز هم مورد استفاده قرار می‌گیرد: جریان الکتریکی با حرکت یک حلقه سیم یا دیسک مس بین قطب‌های آهنربا تولید می‌شود.
برای تأسیسات برق، اولین قدم برای ارسال برق به مصرف‌کنندگان است. فرایندهای دیگر ، انتقال برق، توزیع و ذخیره انرژی و بازیابی انرژی الکتریکی با استفاده از روش‌های ذخیره‌سازی پمپ به‌طور معمول توسط صنعت برق انجام می‌شود.
برق اغلب در یک نیروگاه توسط ژنراتورهای الکترومکانیکی تولید می‌شود، در درجه اول توسط موتورهای گرمایی که با احتراق شیمیایی یا شکافت هسته ای تولید می‌شوند بلکه با وسیله دیگری مانند انرژی جنبشی جریان آب و باد ایجاد می‌شود. بسیاری از فناوری‌های دیگر وجود دارد که می‌تواند و برای تولید برق مانند فتوولتائیک خورشیدی و نیروی زمین گرمایی وجود داشته باشد و مورد استفاده قرار گیرد.